# هارشاویل (اوهایو)
هارشاویل (به انگلیسی: Harshaville) یک منطقهٔ مسکونی در ایالات متحده آمریکا است که در شهرستان آدامز، اوهایو واقع شده‌است. هارشاویل ۲۲۰٫۹۸ متر بالاتر از سطح دریا واقع شده‌است.